# Uno (Remasterizado 2019)
Uno (Remasterizado 2019) es el séptimo disco como solista del cantante argentino de rock Miguel Mateos.

## Temas
1. Uno
2. Tú
3. Tres
4. Bien
5. Afortunado
6. Vivo
7. Cielo
8. Mundo
9. Dama
10. Cosa
11. Amo
12. Yo
13. Incondicional
14. Listos (Bonus Track)

## Músicos
1. Miguel Mateos: guitarra, piano acústico y voz.
2. Alejandro Mateos: batería y coros.
3. Ariel Pozzo: guitarras y coros.
4. Roli Ureta: guitarras y coros.
5. Nano Novello: piano Rhodes.
6. Alan Ballan: bajos.
7. Javier Malosetti: bajo en "Dama" y "Tres".
8. Guillermo Vadalá: "Bien", "Afortunado", "Cielo", "Mundo", "Cosa", "Yo" y "Listo".
9. Babú Cerviño: órgano Hammond en "Dama" , "Mundo" , "Cielo" , "Vivo" , "Cosa".
10. Ciro Fogliatta: órgano Hammond en "Uno" y "Amo".
11. Las Blacanblus: coros en "Dama" y "Listo".
12. Guillermo Blanco: percusión.
13. Alejandro Teran: viola.
14. Javier Casalla: violín solista.
15. Dimiti Rodnoi: chelo
16. Martha Roca: violín

## Datos adicionales
- Producido por Miguel Mateos y Alejandro Mateos
- Grabación y mezcla: Adrian Bilbao
- Masterizado: Andres Mayo "Mr. Master"
- Alejo Mateos usa palillos Dr. Drum
- Mánager: Rody Farah
- Fotos y Diseño Gráfico: Graciela Beccari

- Todas las canciones fueron compuestas por Miguel Mateos.
- Grabado en: "Studios Chaman", Buenos Aires, entre mayo y julio de 2004.
- Mezclados en los Estudios "Panda" Buenos Aires, Argentina.
- Fabricado por La Cabula/Miguel Mateos.

- Datos: Q7897203